# Макакило (Хаваји)
Макакило (енгл. Makakilo) насељено је место за статистичке потребе у америчкој савезној држави Хаваји. По попису становништва из 2010. у њему је живело 18.248 становника.

## Демографија
Према попису становништва из 2010. у граду је живело 18.248 становника, што је . (.%) становника више него 2000. године.
| Група             | 2000.         | 2010.         |
| Белци             | 2.986 (22,7%) | 3.904 (21,4%) |
| Афроамериканци    | 333 (2,5%)    | 535 (2,9%)    |
| Азијати           | 4.220 (32,1%) | 5.587 (30,6%) |
| Хиспаноамериканци | 1.327 (10,1%) | 2.424 (13,3%) |
| Укупно            | 13.156        | 18.248        |